# 茂迪
茂迪股份有限公司(Motech Industries, Inc.)，簡稱茂迪、茂迪光電，創立於1981年，以生產數字型電錶起家。
1997年後成立光電事業部以生產包括太陽能電池、模組、發電系統等為主；為全球前十名、中華民國第一家太陽能電池的製造商。於2014年與聯景光電共同宣佈簽署合併契約，合併後新公司之產能約3GW，成為台灣及全球前十大專業太陽能電池製造商。2015年6月1日合併聯景光電。